# Homoporus destructor
Homoporus destructor är en stekelart som först beskrevs av Thomas Say 1817.  Homoporus destructor ingår i släktet Homoporus och familjen puppglanssteklar. Arten är reproducerande i Sverige. Inga underarter finns listade i Catalogue of Life.